# Bramming
Bramming es una localidad de Dinamarca en el sur de la península de Jutlandia. Pertenece al municipio de Esbjerg y a la región de Dinamarca Meridional. Dista 17 km al este de la ciudad de Esbjerg. Cuenta 7.095 habitantes en 2013.

## Historia
El nombre de la localidad aparece en la historia desde ca. 1290. Posiblemente proviene de bram: "orilla", "ribera" y el sufijo -ing, que denota un lugar, lo que haría referencia a su ubicación en la confluencia de los ríos Holsted e Ilsted. Los orígenes de Bramming son los de una pequeña aldea agrícola con un templo románico. En 1572 se estableció Bramminggård (la granja Bramming), una propiedad señorial con tierras de agricultura otorgadas por el rey a una familia noble. Durante tres siglos, la economía de la aldea dependió de la granja. 
En 1874 Bramming quedó conectada a la línea de trenes Esbjerg-Lunderskov, y un año después a la línea Esbjerg-Ribe. La estación se construyó 3 km al sur de la granja Bramming. Alrededor de la estación se creó el nuevo polo económico de la localidad y la antigua aldea que se encontraba contigua a la granja desapareció. Bramming creció a finales del siglo XIX y a lo largo del siglo XX.
En 1970 Bramming fue designada capital del municipio homónimo, mismo que sería abolido en 2007 y su territorio integrado al nuevo municipio de Esbjerg.